# Sierra Engarcerán

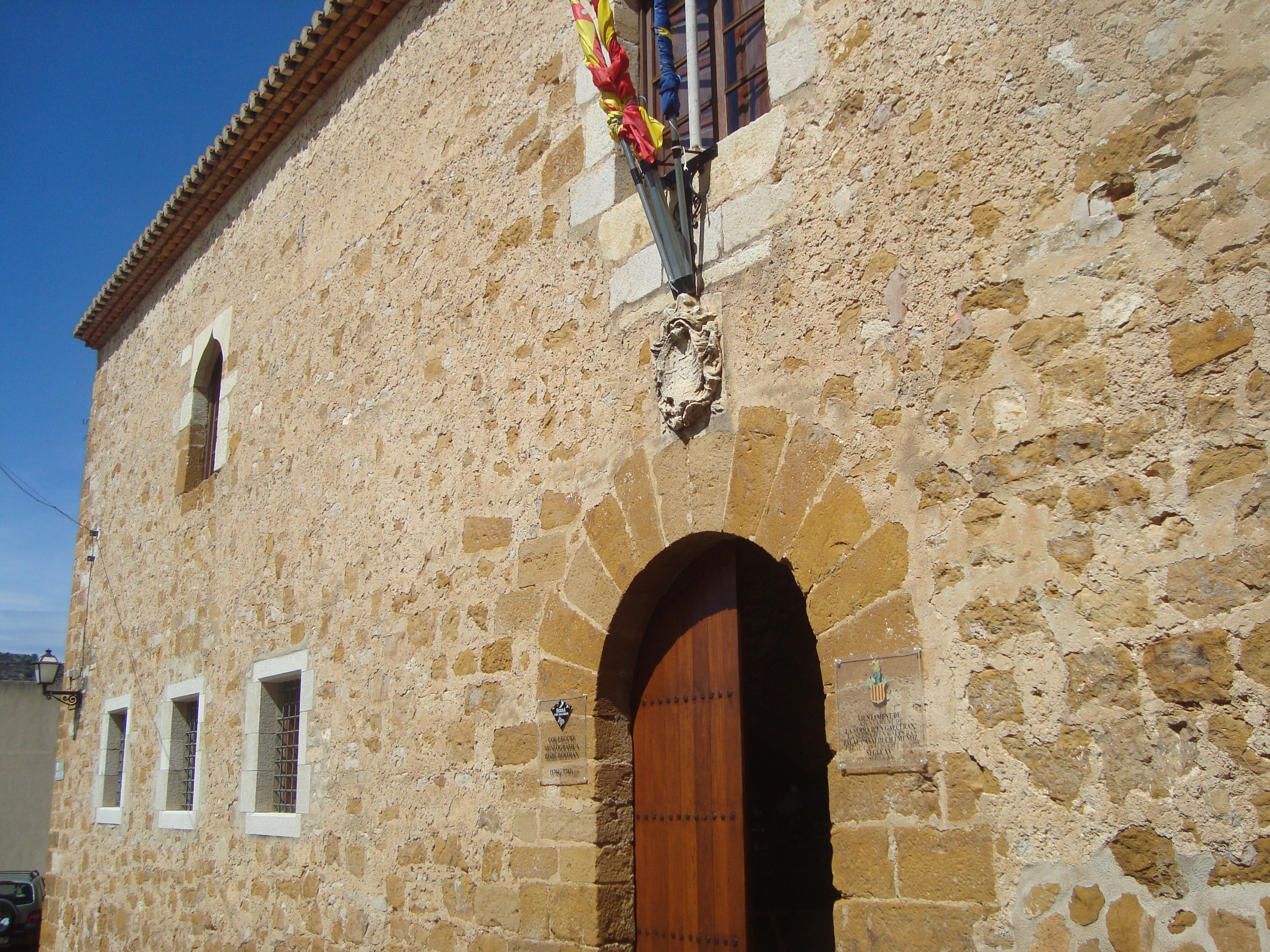
Palacio de los Casalduch y Muñoz de Sierra Engarcerán

Sierra Engarcerán è un comune spagnolo di 1 070 abitanti situato nella comunità autonoma Valenciana.

## Altri progetti

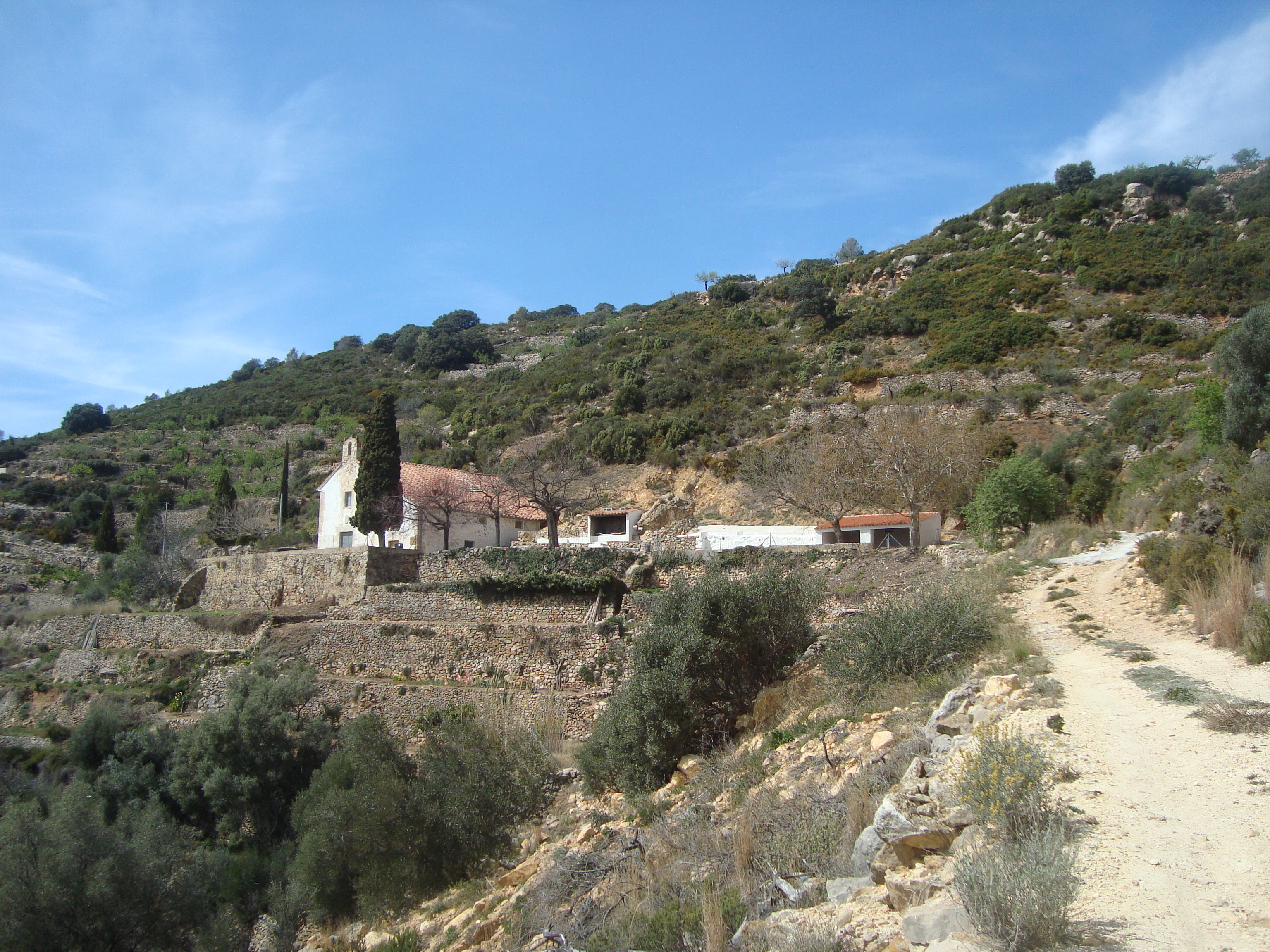
Ermita de San Miguel (Sierra Engarcerán)

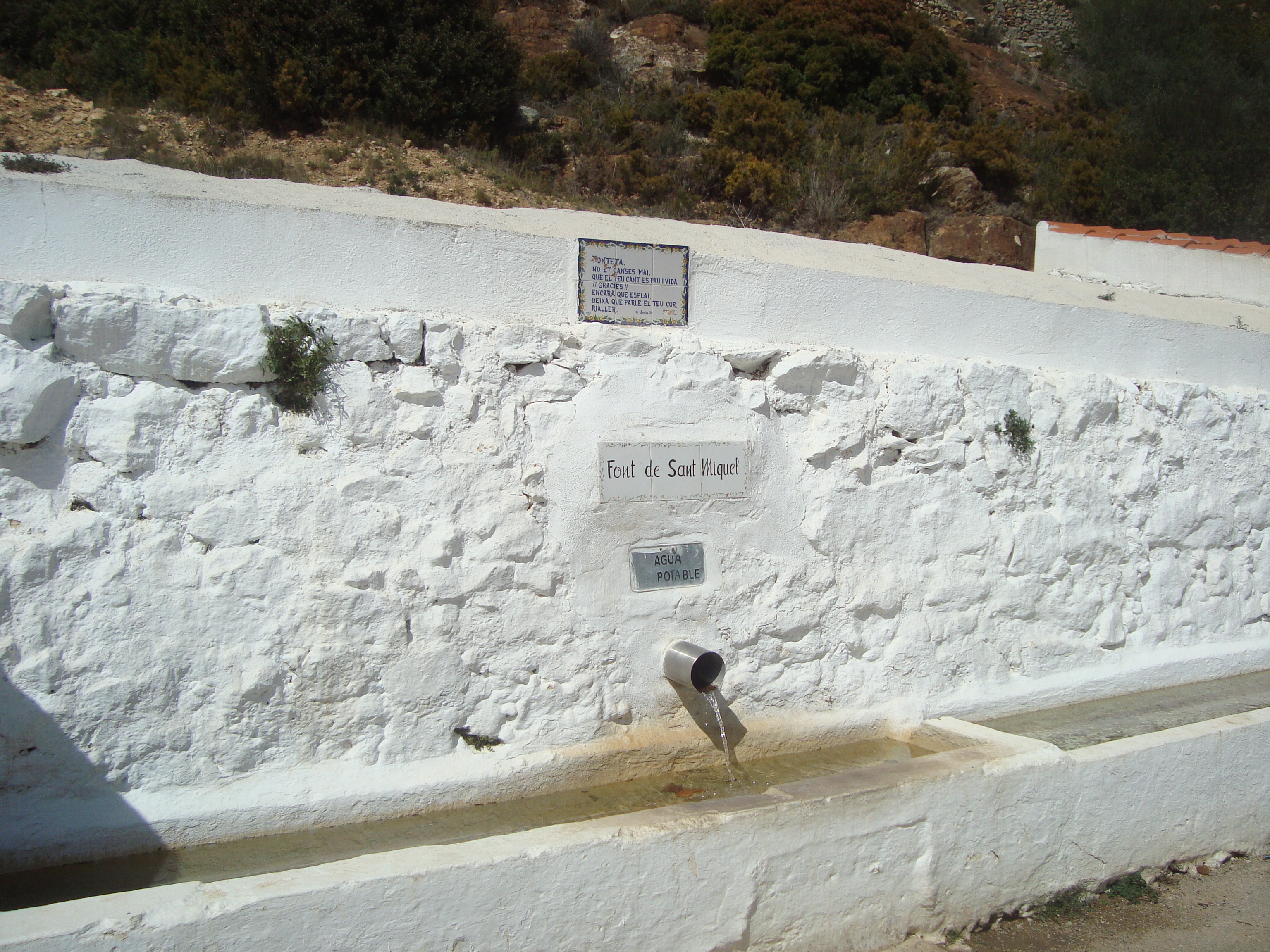
Fuente de San Miguel (Sierra Engarcerán)